# Victoria de Durango
Victoria de Durango (o Durango, o Ciutat de Durango) és una ciutat de Mèxic, capital de l'estat de Durango i del municipi homònim. Està al nord de la República de Mèxic, al Valle del Guadiana, al centre de l'estat homònim. Per això, els habitants la conéixen amb el sobrenom de la "Perla del Guadiana".
Victoria de Durango és la ciutat més poblada i extensa del seu estat. Fou fundada el 8 de juliol del 1563 per Francisco de Ibarra amb el nom de Villa de Durango. Alonso de Pacheco va fer el primer traçat urbà de la ciutat.
La fundació de la ciutat s'originà per la seva proximitat al Cerro del Mercado, que es pensava que tenia molta plata, tot i que amb el temps es va descobrir que era un important jaciment de ferro. Aquest turó es diu així pel capità Ginés Vázquez de Mercado, que va descobrir la vall durant les seves exploracions del nord de Mèxic.
El seu nom oficial és Victoria de Durango; la denominació de "Victoria" se li va agregar en honor de Guadalupe Victoria, primer president de Mèxic originari de l'estat de Durango, de la ciutat de Tamazula de Victoria.
El Centre Històric de la ciutat té la majoria d'immobles històrics i catalogats al nord de Mèxic per l'Instituto Nacional de Antropología e Historia i a més forma part del conjunt de ciutats i pobles del Camino Real de Tierra Adentro, declarat Patrimoni cultural per la UNESCO l'any 2010; tot i que el centre històric de la ciutat no és patrimoni de la humanitat per si mateix.

## Toponímia
El significat etimològic de Durango és "més enllà de l'aigua" i prové del basc. Francisco de Ibarra la va anomenar en record de la ciutat de Durango, de Biscaia, al País Basc.

## Història

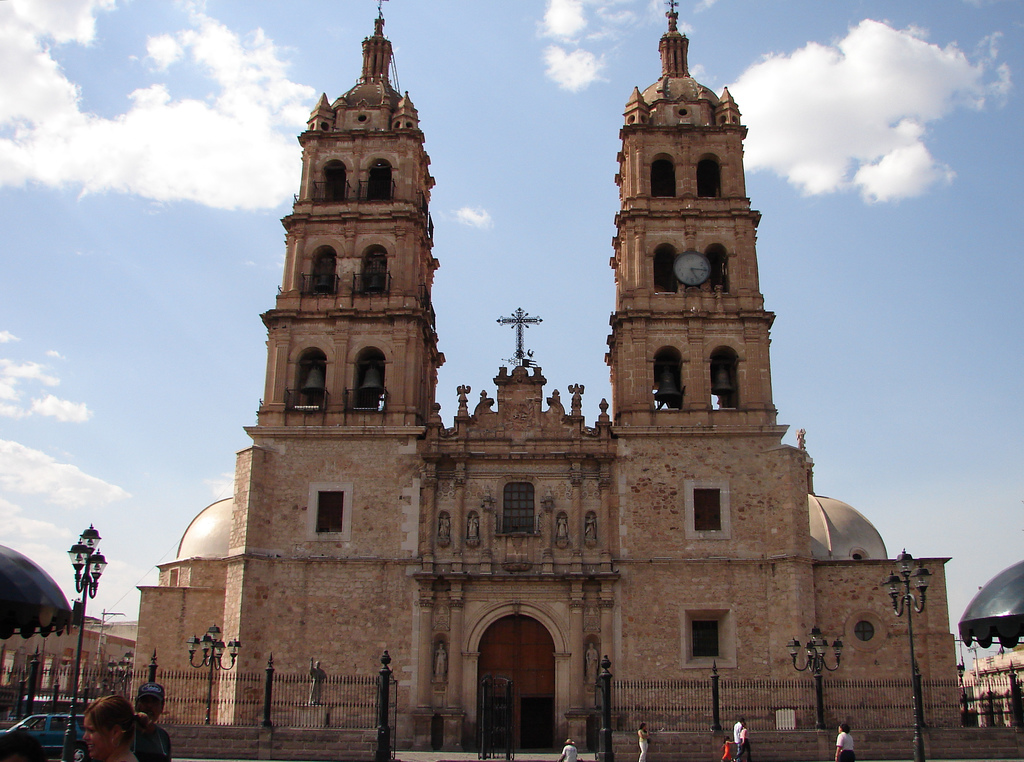
Catedral Basílica Menor.

El territori havia estat explorat abans pels conqueridors espanyols Cristóbal de Oñate i Nuño de Guzman (1531) i José de Ángulo (1533). El 1552, una expedició cap al nord de Nova Espanya va portar-hi a Ginés Vázquez del Mercado, atret per la idea de trobar vetes de plata al "Turó del Mercado", on es trobarien importants jaciments de ferro. El 1554, Francisco de Ibarra, explorador espanyol d'origen basc, arriba al territori i l'anomena Valle del Guadiana.
El 1556, Fray Diego de la Cadena, un pare franciscà, arribà a la vall i va construir la primera missió franciscana en un petit poblat tepehuà anomenat Analco i l'anomena San Juan Bautista de Analco. El nom d'Analco significa "a l'altra banda de l'aigua".
Francisco de Ibarra ordena a Alonso de Pacheco el disseny de la trama urbana de la ciutat el 1557, i des de llavors té una configuració ortogonal amb carrers de nord a sud i d'est a oest. Estant en una plana despoblada, es fixà el seu límit al nord al turó del Mercado; el sud, l'Acequia Grande; a ponent una zona pantanosa; i a llevant la continuació de la vall. Els termes originals de la ciutat comprengueren els carrers actuals de Negrete, al nord; 5 de Febrero, al sud; Francisco I Madero, a l'est; i el carrer Constitución, a l'oest. Des del començament de la ciutat es va definir l'emplaçament de la Plaza de Armas, el palau del governador i la parròquia principal que es convertiria en catedral de Durango. El nom que li va donar Alonso de Pacheco al plànol fou Villa del Guadiana perquè estava a la plana homònima, ignorant el nom que li volia posar Ibarra.

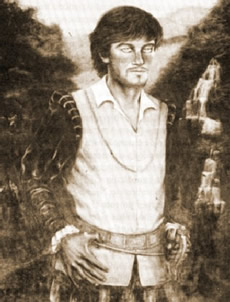
Capità Francisco de Ibarra

La Villa de Durango fou fondada pròpiament el 8 de juliol del 1563 per Francisco de Ibarra sobre el traçat d'Alonso de Pacheco. Durango era el nom d'un poble de Biscaia, d'on era originari Ibarra. La seva ubicació es trià per ser propera a la missió franciscana de San Juan Bautista de Analco, a prop de la qual hi havia una séquia i també es podia disposar de fusta, animals de caça i peixos als rius; també hi havia mines properes. Per a evitar el despoblament de la nova localitat, Francisco de Ibarra donà una mina als indígenes i al clergat amb la condició que continuessin habitant l'assentament.
La missa de la fundació de la vila fou oficiada per Fray Diego de la Cadena i se celebrà a l'actual confluència dels carrers 5 de febrero i Juárez. A aquesta hi van assistir Ibarra, els seus capitans i els veïns. Després hi va haver l'acte solemne de la fundació.
Després de continuar amb la seva expedició amb l'objectiu de colonitzar el nord de la província de Nova Galícia, entre el 1554 i el 1567, Francisco de Ibarra va conformar la província de Nova Biscaia -nombrant-la així en record de la seva província natal- amb els territoris dels actuals estat de Durango, estat de Chihuahua i una part de l'estat de Sonora, l'estat de Sinaloa i Coahuila de Zaragoza; al mateix temps que va nombra la Vila de Durango com a capital del territori. El Virrey Luis de Velasco va nomenar governador de la província a Francisco de Ibarra el 24 de juliol del 1562.
Al segle xvii la vila ja tenia unes 20 quadres i 50 veïns espanyols i al seu traçat s'hi afegiren dos carrers en sentit est-oest i tres en sentit nord-sud. El 1620 es fundà el bisbat de Durango i la diòcesi es construeix el 28 de setembre del mateix any. Per això, Felip IV de Castella va elevar la vila a la categoria de ciutat. El 1634 un incendi va destruir l'església de l'Asuncion de María, seu de la diòcesi i es va començar a construir l'actual catedral l'any després. La localitat va tenir una època difícil al segle xvii i va estar a punt de ser abandonada, a causa dels atacs dels indígenes nadius, tot i que la seva localització estratègica va ser clau perquè el virregnat evités la seva despoblació.
El ferro dels jaciments propers no era vist per la corona espanyola tan important com les mines d'or o plata, però el descobriment, al segle xviii, de diverses vetes de minerals preciosos a la Sierra Madre Occidental van donar un nou auge a la ciutat i s'hi va construir palaus, mansions i altres edificis importants i va augmentar notablement la seva població. El 4 de desembre del 1786, per mitjà d'una Real Ordenanza, es va crear la Intendencia de Durango, formada per les entitats de Chihuahua i Durango.
El 23 de juny del 1891, la diòcesi fou elevada a arxidiòcesi i el 1824 es va formar l'estat de Durango. El 1982, l'INAH va anomenar el centre de Durango Zona de Monumentos Históricos.

## Geografia

### Fisiografia
La ciutat està ubicada a l'extrem oest de la vall del Guadiana, al nord de Mèxic i al centre-occident de l'Altiplà Mexicà. Es troba entre el paral·lel 22° 40′ i el 26° 56′ de latitud nord i entre els meridians 102° 25′ 55″ i el 107° 08′ 50″ relatius a Greenwich. La vall on es localitza té una superfície d'aproximadament 700 km² i limita al nord amb la vall de Canatlan, al sud i a l'oest amb la Sierra Madre Occidental; al sud-est amb la Sierra del Registro i a l'estamb la zona de planes que la limita amb una sèrie de pujols i elevacions. Dins de la vall, a una altitud mitjana de 1880 metres sobre el nivell del mar, només hi ha dos accidents notables: el Cerro del Mercado (2040 metres s.n.m.), al nord de la ciutat i el Cerro de los Remedios (1980 msnm), a ponent. També hi a diversos turons que pugen vers l'oest de la vall per a donar pas a la Sierra Madre Occidental. Al centre de la vall hi ha diverses depressions com El Arenal que desvien el curs dels rius de la vall i els fan "retornar" vers la Sierra Madre.

### Hidrografia
A prop de la ciutat hi ha diversos cursos d'aigua. El riu El Tunal va des de la Sierra Madre Occidental cap al sud de la vall; el seu cabal fou reduït per la construcció de la Presa Guadalupe Victoria que està al canyó que desemboca a la vall del Guadiana i edificada per a emmagatzemar aigua per al reg durant les temporades seques. Aquest és el riu més important de la regió.
L'Acequia Grande recorria el centre de la ciutat, però avui en dia el rierol és un corrent d'aigua estacional subterrània que només porta aigua a la temporada de les pluges. El seu curs fou confinat a un túnel que va per sota el Bulevar Dolores del Río i que es creua amb el riu d'El Tunal al paratge de El Arenal.
El riu La Sauceda recorre la porció nord de la vall i el seu trajecte no travessa la ciutat i la seva corrent s'ajunta amb el riu El Tunal també a El Arenal.

### Clima
La ciutat de Durango té un clima semidesèrtic temperat, Bsh en el sistema de la Classificació climàtica de Köppen, amb pluges durant l'estiu i lleugerament fred a l'hivern amb algunes gelades i plugims. Les nevades no són freqüents a la ciutat malgrat que són més normals a les muntanyes del seu voltant. Els estius són càlids i s'arriba a una temperatura de fins a 37 °C i les pluges són regulars els mesos de juny, juliol i agost, quan arriben al mitjana dels 400 mm. A la primavera dominen els vents de l'oest, a l'estiu i a la tardor els del nord-oest i a l'hivern el del nord-est.
| Paràmetres climàtics mitjans de Victoria de Durango | Paràmetres climàtics mitjans de Victoria de Durango | Paràmetres climàtics mitjans de Victoria de Durango | Paràmetres climàtics mitjans de Victoria de Durango | Paràmetres climàtics mitjans de Victoria de Durango | Paràmetres climàtics mitjans de Victoria de Durango | Paràmetres climàtics mitjans de Victoria de Durango | Paràmetres climàtics mitjans de Victoria de Durango | Paràmetres climàtics mitjans de Victoria de Durango | Paràmetres climàtics mitjans de Victoria de Durango | Paràmetres climàtics mitjans de Victoria de Durango | Paràmetres climàtics mitjans de Victoria de Durango | Paràmetres climàtics mitjans de Victoria de Durango | Paràmetres climàtics mitjans de Victoria de Durango |
| Mes                                                 | Gen.                                                | Feb.                                                | Mar.                                                | Abr.                                                | Mai.                                                | Jun.                                                | Jul.                                                | Ago.                                                | Set.                                                | Oct.                                                | Nov.                                                | Des.                                                | Anual                                               |
| --------------------------------------------------- | --------------------------------------------------- | --------------------------------------------------- | --------------------------------------------------- | --------------------------------------------------- | --------------------------------------------------- | --------------------------------------------------- | --------------------------------------------------- | --------------------------------------------------- | --------------------------------------------------- | --------------------------------------------------- | --------------------------------------------------- | --------------------------------------------------- | --------------------------------------------------- |
| Temperatura màxima registrada °C (°F)               | 31 (87,8)                                           | 31 (87,8)                                           | 36 (96,8)                                           | 36 (96,8)                                           | 39,5 (103,1)                                        | 38 (100,4)                                          | 34 (93,2)                                           | 36,5 (97,7)                                         | 37 (98,6)                                           | 33 (91,4)                                           | 31 (87,8)                                           | 32 (89,6)                                           | 40 (104)                                            |
| Temperatura mínima registrada °C (°F)               | −15 (5)                                             | −7,4 (18,7)                                         | −4,8 (23,4)                                         | −2,8 (27)                                           | 1,4 (34,5)                                          | 6,5 (43,7)                                          | 1,3 (34,3)                                          | 8,5 (47,3)                                          | 4 (39,2)                                            | 0 (32)                                              | −4,5 (23,9)                                         | −14 (6,8)                                           | −14 (6,8)                                           |
| Temperatura diària màxima °C (°F)                   | 20 (68)                                             | 22 (71,6)                                           | 25,1 (77,2)                                         | 28 (82,4)                                           | 30,5 (86,9)                                         | 30,8 (87,4)                                         | 28,4 (83,1)                                         | 27,9 (82,2)                                         | 27 (80,6)                                           | 25,9 (78,6)                                         | 23,0 (73,4)                                         | 20,5 (68,9)                                         | 25,8 (78,4)                                         |
| Temperatura diària mínima °C (°F)                   | 1,8 (35,2)                                          | 2,9 (37,2)                                          | 5,7 (42,3)                                          | 8,2 (46,8)                                          | 11,4 (52,5)                                         | 14 (57,2)                                           | 14,1 (57,4)                                         | 13,8 (56,8)                                         | 12,7 (54,9)                                         | 9,7 (49,5)                                          | 5,5 (41,9)                                          | 2,7 (36,9)                                          | 8,5 (47,3)                                          |
| Precipitació total mm (polzades)                    | 14,8 (0,6)                                          | 5,4 (0,2)                                           | 1,4 (0,1)                                           | 3,8 (0,1)                                           | 13,8 (0,5)                                          | 64,2 (2,5)                                          | 119,1 (4,7)                                         | 111 (4,4)                                           | 73,5 (2,9)                                          | 26,5 (1)                                            | 11,1 (0,4)                                          | 10,6 (0,4)                                          | 455,2 (17,9)                                        |
| Font: BBC Weather Centre                            |                                                     |                                                     |                                                     |                                                     |                                                     |                                                     |                                                     |                                                     |                                                     |                                                     |                                                     |                                                     |                                                     |

## Demografia[6]
Segons el cens del 2005 hi havia 526.629 habitants a Victoria de Durango. L'INEGI (Instituto Nacional de Estadística y Geografia) projecte que el 2010 hi ha una població de 631.712 habitants. La composició ètnica de la ciutat és: 51% d'origen europeu, 45% mestissos, 4% àrabs i est asiàtics i menys de l'1% amerindis.
Dos terços dels residents de la ciutat viuen en cases unifamiliars i el 25% en pisos; el 9% viuen en cases per sota de l'estàndard. El 2003, el 10,9% dels habitants de la ciutat vivien per sota del llindar de la pobresa (el 20,6% si tenim en compte el municipi). Altres estudis estimen que 200.000 persones de la zona metropolitana de Durango viuen en la pobresa.
La majoria de Duranguencs, com la majoria dels nord-mexicans, tenen orígens europeus. La majoria es poden definir com criolls, descendents dels colonitzadors espanyols.
Durant finals del segle xix i els inicis del segle xx, hi ha onades de migracions d'europeus cap al nord i el centre de Mèxic, molts dels quals van anar a Durango. La majoria van arribar d'Espanya (sobretot el País Basc, Galícia i Astúries i d'Alemanya (sobretot de Baviera i Hamburg). També hi va arribar gent d'Irlanda, França, Itàlia, Suïssa, Països Baixos i Suècia. La ciutat també va rebre onades d'immigrants de l'est d'Europa (sobretot Rússia i Polònia) i de la zona dels Balcans (sobretot Macedònia i Montenegro). Als anys 1990 van arribar immigrants de Romania i Ucraïna, que s'han instal·lat en ghettos al centre de la ciutat. Hi ha uns 7000 neerlandèsos-parlants mennonites que viuen a la ciutat. Durango també té petites comunitats d'immigrants d'Austràlia, els Estats Units i Sud-àfrica.
La majoria dels immigrants espanyols post-colonials provenien de Galícia i a Mèxic, els espanyols s'anomenen genèricament com gallegos. A la ciutat hi ha presència de la cultura gallega: cuina, llengua i música.
Des de començaments del segle XX hi ha una presència signigicativa de comunitats d'Armenis, libanesos i àrabs de Síria. Estan presents en els comerços i la vida cívica. Els asiàtics tenen petites comunitats i representen entre l'1% i el 2% de la població de Durango. La majoria són japonesos i també hi ha un petit nombre de xinexos i coreans.

### Religió
La majoria de la població, com a la resta de l'estat, pertanyen a l'Església Catòlica Romana. Els protestants representen menys del 10% de la població i la majoria són pentecostals, del moviment carismàtic, Testimonis de Jehovà i mormons.
Els jueus i els cristians ortodoxos tenen comunitats d'un miler de fidels. A l'estat de Durango hi ha entre 5000 i 7000 musulmans, la majoria a Victoria de Durango.

## Infraestructura i transports
L'Aeropuerto Internacional General Guadalupe Victoria és l'aeroport principal de la ciutat. Té vols que l'uneixen amb Chicago, Mèxic D.F., Tijuana i Houston.
La ciutat té moltes línies d'autobusos, entre les quals cal destacar: Omnibus de Mexico, Mexico Omnibus Plus, Executive Senda AVE, North Transport, Transport North Premier, Futura, Transport Chihuanenses, Mexico Interstate Bus (ELITE). A més hi ha les línies locals d'autobusos. Tots els autobusos paren a la terminal General Domingo Arrieta. Durango és una de les ciutats on el preu del taxi és més barat del país.
El Puente Baluarte és un pont atirantat que s'està construint a Mèxic, a les fronteres entre els estats de Sinaloa i Durango. Té una longitud de 1124 metres i una zona penjada per cables de 520 metres. Té una alçada màxima sobre la vall de 390 metres i és un dels ponts més alts del món. La construcció es va començar el febrer del 2008 i estava previst que s'acabés el 2012.

## Cultura i educació

### Entreteniment i arts
Cada estiu, la ciutat de Durango atreu un milió de persones en la seva Feria Nacional de Durango, que dura un mes i que es fa des del 1929. És la festa més important de l'estat i de la ciutat. A la festa, la ciutat celebra l'aniversari de la seva fundació, el 8 de juliol del 1563.
Durango també té molta oferta cultural: conferències, concerts, teatre. Els equipaments culturals més importants són el Teatro Ricardo Castro i l'Auditorio Mercedes Mendoza.

#### Museus

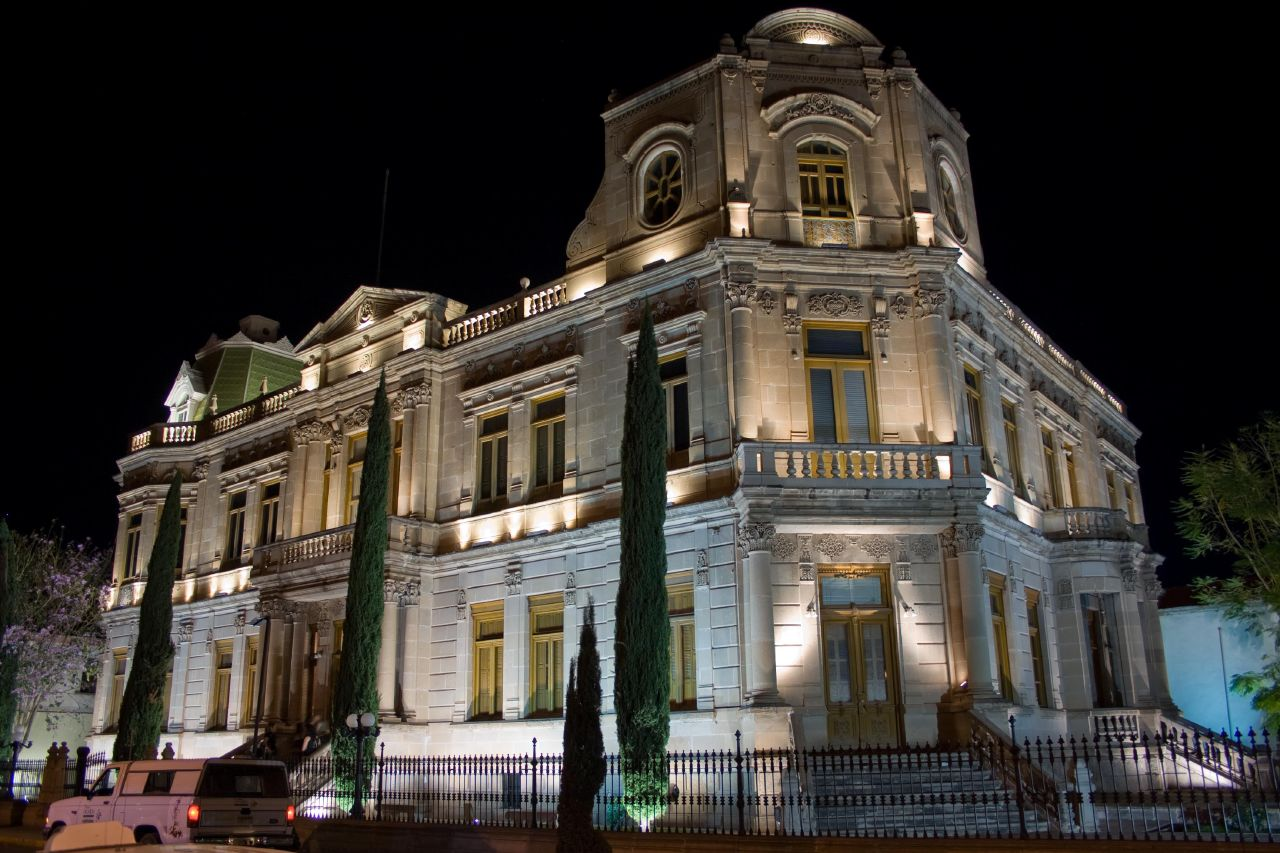
Regional Museu de Durango; fotografiat per Oliver Alexander Anderson Huerta (2008)

La ciutat de Durango té molts museus:
- Museo Regional de Durango.
- Museo Arqueológico de Durango Ganot-Peschard.
- Museo de Arte Moderno Guillermo Ceniceros.
- Museo de Arte Contemporáneo Angel Zárraga.
- Museo Temático de Cine.
- Museo de la Revolución en Durango.
- Museo de Arte Sacro.
- El Bebeleche-Museo Interactivo de Durango.

#### El Parque Guadiana
El Parque Guadiana és considerat un bosc urbà que proveeix de serveis mediambientals a la ciutat. Es pot veure el cicle del carbó i el control de les temperatures. També té moltes espècies animals, sobretot d'avifauna. A més a més, hi ha infraestructures per als infants, una piscina olímpica, pista per a bicicletes i altres coses lúdiques.

### Mitjans de Comunicació
La ciutat té diverses ràdios locals i televisions. Les ràdios més importants són Los 40 principales, Durango, La Tremenda i Radio X.

#### Televisions
- Canal 2: XHDRG-TV - TV Azteca, Durango.
- Canal 4: XHPAP.TV - TV Azteca, Santiago Papasquiaro.
- Canal 5: XHDI-TV - Televisa, Durango.
- Canal 7: XHDB TV - TV Azteca, Durango.
- Canal 10: XHA-TV - Televisa, Durango.
- Canal 12: XHND-TV - Televisio de Durango, Durango.
- Canal 22: XHDUH-TV - Televisa, Durango.

### Educació

#### Nivell superior
- Universidad Juárez del Estado de Durango (enlace)
- Instituto Tecnológico de Durango (enlace)
- Universidad del Valle de Guadiana (http://www.uvguad.edu.mx/ enlace])
- Instituto Tecnológico de Villa Montemorelos (enlace Arxivat 2010-07-22 a Wayback Machine.)
- Universidad Autónoma de Durango ( Arxivat 2008-05-05 a Wayback Machine.}
- Escuela Normal del Estado de Durango (enlace Arxivat 2011-09-04 a Wayback Machine.)
- Universidad España (}
- Universidad Pedagógica Nacional de México
- Universidad José Vasconcelos
- Universidad Politécnica de Durango (enlace)
- Centro universitario PROMEDAC (enlace Arxivat 2011-02-08 a Wayback Machine.)
- Universidad Tec Milenio (enlace Arxivat 2015-03-27 a Wayback Machine.)
- Universidad Interamericana Para el Desarrollo (enlace)
- Escuela Normal Rural "J. Guadalupe Aguilera"
- Instituto Tecnológico Forestal No.1
- Centro de Estudios Univer
- Universidad Tecnológica de Durango

### Esports
- Lobos Grises de la UAD. Basquetbol, lliga nacional de baloncesto profesional de México
- Alacranes de Durango. Juga a futbol a la Liga de Ascenso de México.
- Alacranes de Durango. Juga a la liga mayor de la laguna (bèixbol).
- Diablos de la UJED, juga a la Tercera División Profesional de fútbol de México[11]

## Ciutats agermanades
- Xalapa de Enríquez, Veracruz, Mèxic
- Durango, Colorado, Estats Units
- Durango, Biscaia, Euskadi, Espanya
- Mazatlan, Sinaloa, Mèxic
- Tijuana, Baja California, Mèxic
- Melrose Park (Illinois), Estats Units

## Persones lligades a la ciutat
- Dolores del Rio
- Francisco Castillo Nájera
- René Elizondo, Jr.
- Ramón Novarro
- Andrea Palma (actress)
- La família Revueltas: José Revueltas, Rosaura Revueltas, Silvestre Revueltas, Fermín Revueltas Sánchez
- Marlene Favela
- Guadalupe Victoria
- Armando Enríquez Flores
- Benigno Montoya Muñoz